# Pasaia
Pasaia en basque (prononcer « Pachaya », en castillan Pasajes) est une commune du Guipuscoa dans la communauté autonome du Pays basque en Espagne. C'est le port industriel de Saint-Sébastien, la ville voisine, et de la province.
Pasaia bénéficie de la rade la plus sûre de la côte basque espagnole, voire de la côte Cantabrique dans son ensemble : cette baie communique avec la mer par un étroit goulet la protégeant de cette dernière. La rade, à l'intérieur des terres, s'étend en un large bassin propice aux installations portuaires.
Pasaia comprend quatre agglomérations : 
- Pasai Donibane (San Juan), petits ports de pêche, du côté est du bras de mer Pasaiako Itsasadarra (Ría de Pasaia) ;
- San Pedro (San Pedro), du versant ouest du bras de mer Pasaiako Itsasadarra (Ría de Pasaia) ;
- Trintxerpe (Trincherpe), quartier à l'intérieur de terres, à l'ouest de San Pedro ;
- Pasai Antxo (Ancho en castillan), port de commerce, côté sud du bras de mer.

La commune fait partie de l'Eurocité basque Bayonne - San Sebastián.

## Étymologie
Les deux populations historiques qui forment la commune de Pasaia sont les villages de San Pedro et Donibane (en castillan San Juan), nées sur les rives opposées à l'entrée du port de Pasaia. Ils étaient à l'origine de simples villages de pêcheurs et pilotes marins. Ses noms sont dus aux invocations de leurs églises paroissiales respectives.
L'estuaire de Pasaia était connu à l'origine comme Port ou ria d'Oiarso, ancien nom de la vallée et de la rivière qui aboutissent à cette dernière, qui est actuellement appelée Oyarzun (Oiartzun en euskara). Le nom de Pasage apparaît à la fin du XVe siècle pour se référer à la ria. Il existe deux théories à ce sujet. Une fait référence au fait que le nom provient d'un impôt appelé Pasage qui devait être payé là, tandis qu'une autre théorie (qui est plus répandue) dit que le nom de Pasage se réfère à l'étroite embouchure permettant l'accès au port. En tout cas le nom était à l'origine singulier, le Pasage.
Le nom basque de la commune Pasaia est traduisible en castillan comme le passage et a conservé le caractère singulier du terme. L'utilisation du pluriel est relativement récente et il s'est probablement produit durant le XIXe siècle quand on créera une commune qui groupe les populations de San Pedro et Donibane, c'est-à-dire, au Pasaje de San Juan et au Pasaje de San Pedro, moment où elle commence à parler des Pasaia.
Les habitants de Pasaia reçoivent le nom générique de pasaitarrak en basque (parfois pasaitarras en castillan). Toutefois, chaque secteur a aussi un gentilé particulier ; ceux de San Pedro sont appelés sanpedrotarrak (sampedrotarras), ceux de Donibane sont appelés donibanetarrak (sanjuandarras), par ceux de Pasai Antxo, antxotarrak  (anchotarras) (même s'ils utilisent aussi indistinctement celui de pasaitarrak) et ceux de Trintxerpe, trintxerpetarrak  (trincherpetarras).

## Géographie
Pasaia se situe dans la partie du nord-est du Guipuscoa, dans la Comarque de  San-Sebastian.
La commune est disposée autour du bras de mer et du port de Pasaia. La Ria de Pasaia est un port naturel superbe, isolé des coups de mer du Cantabrique, et communique avec celui-ci au moyen d'un canal naturel étroit. L'embouchure ou entrée au port est relativement étroite, ne dépassant pas les 200 mètres. Les montagnes Ulia et Jaizkibel protègent l'estuaire et se trouvent des deux côtés de cette embouchure menant au port.
Les terrains limitrophes du port sont totalement urbanisés (sauf la zone proche de l'embouchure et un secteur du canal) : Les quatre secteurs de Pasaia (Donibane, San Pedro, Antxo et Trintxerpe), les noyaux principaux Lezo et d'Errenteria et les quartiers donostiarras Altza, Herrera, Bidebieta et du secteur de Trintxerpe appartenant à Saint-Sébastien.
Outre le territoire situé autour de l'aber de Pasaia, la commune est prolongée vers le nord-ouest, et 1/4 approximativement de la montagne du Jaizkibel lui appartient, une montagne qui atteint les 550 mètres d'altitude et qui s'élève parallèlement à la côte.
La côte est draguée le long du territoire municipal et protège d'abondantes populations de mouettes et autres oiseaux.
Pasaia n'est pas un fjord au sens strict du terme sur le plan géologique, même s'il en présente l’apparence et offre les mêmes avantages en tant qu'abri naturel pour les navires. Contrairement aux fjords, qui sont des vallées glaciaires envahies par la mer, le relief de Pasaia est d'origine tectonique et fluviale. Il s’agit en réalité d'un río estuarien, ou ria : une ancienne vallée fluviale creusée par un cours d'eau, puis partiellement submergée par la mer à la suite d'une élévation du niveau marin. Ce type de formation donne également lieu à une entrée étroite et profonde dans les terres, ce qui explique la ressemblance avec un fjord et la présence d'un port industriel.

## Démographie
| 1900  | 1910  | 1920  | 1930  | 1940   | 1950   | 1960   | 1970   | 1981   | 1991   | 2000   | 2005   |
| ----- | ----- | ----- | ----- | ------ | ------ | ------ | ------ | ------ | ------ | ------ | ------ |
| 2.856 | 3.571 | 4.772 | 7.519 | 10.024 | 11.773 | 15.036 | 21.130 | 20.696 | 18.314 | 16.884 | 16.104 |

## Histoire
Les localités historiques de Pasaia sont les villages de pêcheurs de Donibane et San Pedro, situés de chaque côté de l'aber de Pasaia.
Pendant des siècles, le bras de mer a fait l'objet de conflits entre les localités riveraines pour son contrôle. Appartenant à l'origine à la région de la Vallée d'Oiarso (agglomérations à Orereta, Elizalde, Alcibar et Iturrioz), qui sont maintenant les municipalités de Errenteria et Oiartzun, la ville de  San-Sebastian a obtenu la compétence sur l'estuaire en 1180. En 1203, quand le roi Alfonse VIII crée la ville de Fontarrabie, la Ría de Pasage est transformée à la frontière entre les deux juridictions. Le bord oriental reste entre les mains de Fontarrabie, y compris les villages de Donibane et Lezo, tandis que le bord occidental continue à appartenir à San-Sebastian, y compris San Pedro. Postérieurement, la situation se complique encore plus, Errenteria ayant le statut de villa (grande maison) en 1320.
Le village de Donibane a obtenu définitivement le titre de villa en 1770, se séparant ainsi de Fontarrabie, après trois années de procès.
En 1777, le jeune marquis de La Fayette est parti du port de Pasaia en direction des États-Unis, avant de devenir une des figures importantes de la Révolution américaine. Un autre visiteur illustre qui a rendu compte de son séjour à Pasaia a été Gaspar Melchor de Jovellanos, qui l'a visitée en 1791. En 1794, pendant la Guerre de la Convention, Pasaia a été pris par les troupes françaises, devant l'avance de laquelle s'est enfuie la population. Toutefois, Donibane n'a pas été brûlé, raison pour laquelle on conserve son patrimoine intact.
En 1805, le roi Charles IV décrète la réorganisation administrative du port de Pasaia. Il met tout le port et l'aber sous la juridiction d'un capitaine de port et unifie tout le territoire du port sous une seule juridiction administrative locale. Pour cela, il sépare le quartier de San Pedro de Saint-Sébastien et le rattache à la ville de Donibane. La nouvelle ville est appelée Pasajes. On fixe aussi les limites de la nouvelle ville sous la juridiction de laquelle elle reste pour tout le périmètre de l'aber.
En 1808, Pasaia a été de nouveau occupée par les troupes françaises. Le nouveau roi, Joseph Bonaparte, a décrété en 1809 la suspension de la séparation de San Pedro, qui a appartenu de nouveau à Saint-Sébastien, retournant ainsi à la situation antérieure à 1805. En 1813, après le renversement de ce roi, on revient à la situation de 1805 en rattachant définitivement San Pedro à Pasaia.

## Économie

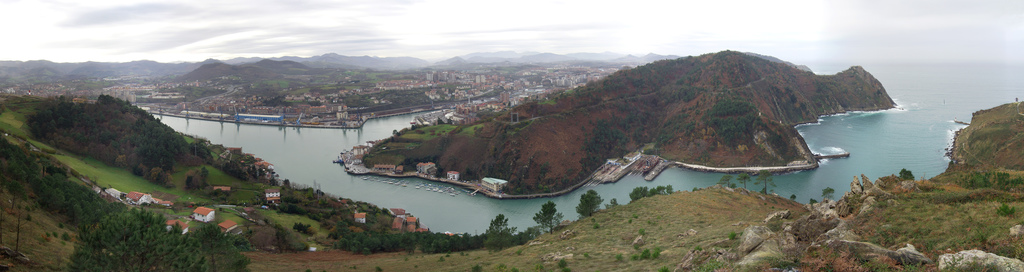
Baie de Pasaia.

L'économie de Pasaia tourne principalement autour de l'activité du port commercial. Les installations portuaires occupent une partie significative de la commune.
Port de Pasaia :
Des 27 ports que contrôle l'État en Espagne, Pasaia occupe le 16e rang du trafic portuaire total. Au Pays basque, où il y a seulement deux ports d'intérêt général, il figure dans le second poste derrière Bilbao (5e rang national). Il s'agit par conséquent d'un port relativement petit, mais qui a un important poids dans l'économie du Guipuscoa.
Une troisième partie du trafic de marchandise du port est due à l'importation de ferraille. Cette ferraille est employée comme matière première dans l'industrie sidérurgique du Guipuscoa. Cette même industrie utilise le port pour sortir sa production. 20 % du trafic est composé de produits sidérurgiques (poutres, profilés, etc.). Pasaia a aussi une grande importance dans le transport de véhicules. Les usines d'automobiles situées dans le pays, comme Mercedes de Vitoria-Gasteiz ou de Volkswagen de Pampelune, se servent du port guipuscoan pour sortir leur production. Pour cela il existe des installations préparées pour le stockage de véhicules. Une autre importante marchandise qui est débarquée dans le port est le charbon, destiné principalement à la centrale thermique située dans les mêmes installations portuaires.
La centrale thermique de l'entreprise Iberdrola qui se trouve dans l'enceinte portuaire a une capacité de 240 MW et c'est la seule importante centrale de production d'énergie électrique du Guipuscoa. Dans la partie la plus occidentale de la commune, entre le quartier Trintxerpe et du donostiarra de Herrera, on trouve un polygone industriel (Zone Portuaire de Herrera) où se trouvent de petites entreprises en rapport avec l'activité du port (en gros les produits sidérurgiques, un centre de recherche marine, une réparation de machines navales, une menuiserie navale, une chaudronnerie navale, une élaboration et une manipulation mollusques et crustacés et poissons congelés, etc.). Sur les quais de Donibane il y a aussi des chantiers navals qui continuent à fonctionner, mais ils se consacrent actuellement uniquement à la réparation navale et ne fabriquent pas de nouveaux bateaux.
La pêche est une activité traditionnelle de la commune, actuellement plongée durablement dans une crise profonde. Pendant les décennies 1960 et 1970, Pasaia a été un port morutier de grande importance, avec une flotte qui est arrivée à avoir 280 bateaux et a employé des milliers de personnes. Actuellement[Quand ?] la flotte de pêche de Pasaia a diminué radicalement. Il existe aussi une petite flotte côtière. Au total quelque 300 personnes dans la commune seulement se consacrent à l'activité de pêche.

## Quartiers

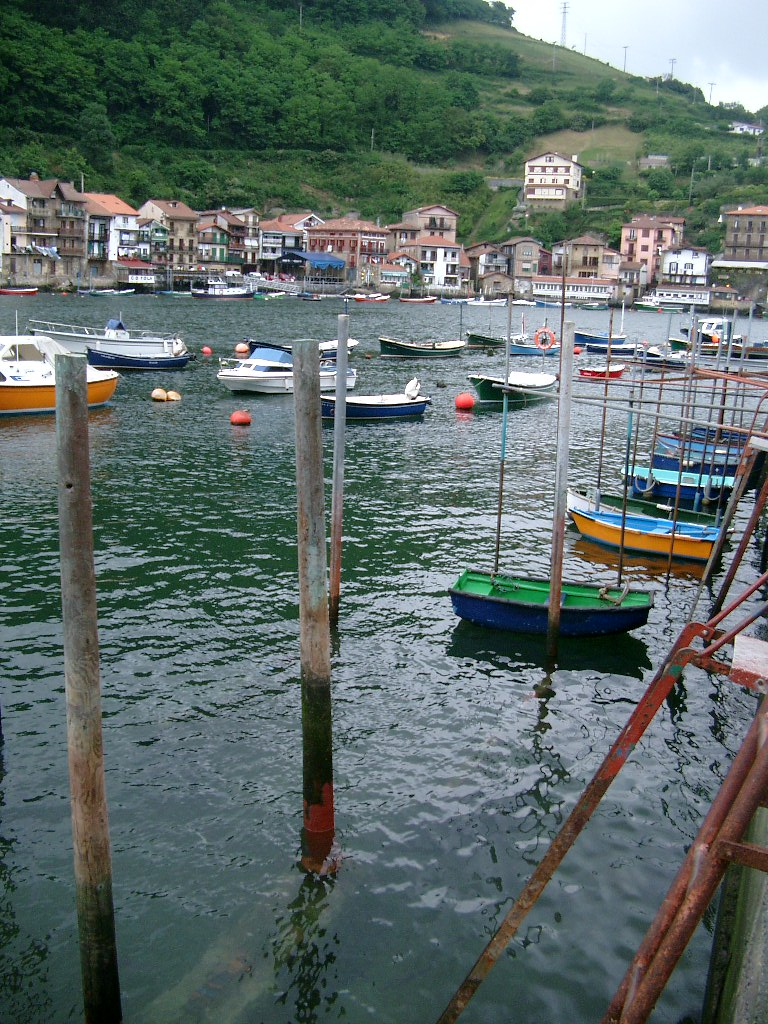
Txalupas (barques) dans San Pedro et, au fond, Donibane

Pasaia est composé traditionnellement de trois quartiers auxquels s'est rajouté avec le temps un quatrième :
- Pasai Donibane se trouve dans la partie orientale de la sortie du port, aux pieds de la montagne Jaizkibel. C'est dans ce quartier que se situe la mairie de Pasaia. Pasai Donibane compte approximativement 3 500 habitants. Photos de Donibane
- Pasai San Pedro se trouve dans la partie opposée de la sortie du port, sur les flancs du mont Ulia. San Pedro et Trintxerpe comptent à eux deux approximativement 8 000 habitants.
- Pasai Antxo est le quartier situé sur le versant sud du bras de mer, face aux deux autres populations, et compte approximativement 4 800 habitants.
- Trintxerpe est un quartier qui fait à l'origine partie du quartier de San Pedro, à l'ouest, mais il s'est tellement développé qu'il est aujourd'hui considéré comme le quatrième quartier de Pasaia. Une partie de Trintxerpe est dans la commune de Saint-Sébastien.

### Liaisons
Pour aller par exemple de San Pedro à Donibane, qui se trouve sur la rive opposée de la sortie du port, il existe deux options : ou traverser l'étroite sortie en bateau ou faire le tour de tout le bras de mer par la route (7 km). En optant pour la seconde, il faudra suivre le parcours suivant : passer d'abord par Trintxerpe, entrer ensuite dans le quartier donostiarra de Herrera, puis entrer à nouveau à Pasaia, cette fois dans le quartier d'Antxo, passer par le quartier de Capuchinos de Errenteria, traverser le village de Lezo, et, finalement entrer à nouveau à Pasaia, cette fois dans le quartier de Donibane.
Ce qui donne une unité territoriale aux trois quartiers de Pasaia est une étroite bande de terrain qui touche tout le bras de mer et qui inclut les installations portuaires, mais non la route qui touche cette dernière. Ceci est dû au fait que la raison principale de l'existence de la commune de Pasaia est celle de concentrer dans une même unité administrative locale les installations du port de Pasaia.

### Pasai Antxo
Ce quartier de Pasaia apparaît dans la seconde moitié du XIXe siècle dans l'embouchure de ce qui est regata de Molinao, où il y avait un marécage qui, en mer haute était inondée. La construction d'une route en 1846, d'une ligne de chemin de fer en 1864, d'une ligne de tramway en 1865 et d'un Port portuaire en 1870 ont finalement fini de séparer le marais de Molinao du reste de l'aber. Le Duc de Mandas, propriétaire du marais, a acheminé ce qui restait de la regata de Molinao et il a asséché ce marécage sur sa rive gauche, en utilisant pour cela les matériaux extraits dans la construction des tunnels du chemin de fer  San-Sebastian-Irun. Il a ainsi gagné une considérable extension de terrain auparavant improductive. Le terrain gagné à la mer a été appelé Pasai Antxo. Le nom paraît issu de celui d'une ferme appelé Antxo, situé dans les environs. Les terrains ont été utilisés, à l'origine, pour une utilisation industrielle, mais peu à peu ont été remplacés par des logements jusqu'à constituer l'actuel quartier. Le nouveau quartier a été la cause d'un long procès entre San-Sebastian, Alza et Pasaia pour sa possession. En 1890, on a finalement résolu les querelles en disant que tous les terrains qui seraient gagnés à la mer devaient appartenir à la juridiction de Pasaia.
Pasai Antxo a été traditionnellement un quartier portuaire, lié au transfert de gens qui allaient et venaient, et au trafic de marchandises des quais proches. C'est actuellement un quartier résidentiel de caractère ouvrier. Il est très bien desservi, puisqu'on compte deux gares, une de la RENFE (compagnie ferroviaire nationale espagnole) et une autre d'Euskotren Trena (compagnie ferroviaire basque).
On construit actuellement une piste cyclable qui communique à Pasai Antxo et à Gros.

### Trintxerpe
Le nom de ce quartier provient d'une ferme appelé Trintxerpe et signifie sous Trintxer en basque. Il apparaît comme quartier de San Pedro, dans les limites avec San-Sebastian. Il forme actuellement une zone urbaine continue avec San Pedro d'un côté et San-Sebastian de l'autre. C'est le quartier le plus habité de la commune, de caractère ouvrier lui aussi et il a crû fortement dans les décennies 1960 et 1970 étant donné l'immigration d'autres régions de l'Espagne, particulièrement de Galice. La Communauté galicienne de Trintxerpe est tellement importante, qu'au quartier on l'appelle généralement la petite Galice ou la cinquième province galicienne.

## Patrimoine

### Patrimoine civil
Outre les temples religieux, il y a certains bâtiments civils remarquables dans la Donibane Kalea. Parmi eux figurent :
- le n°29 (la Casa Cámara) : une maison de construction rectangulaire, étroite et profonde qui se démarque des autres ;
- la Casa Gaviria : plus connue sous le nom de Casa de Victor Hugo, où le célèbre auteur français a résidé quelque temps en 1843. Victor Hugo a immortalisé son séjour dans les terres basques dans son livre Alpes et Pyrénées.

D'autres bâtiments importants sont le :
- Palacio de Villaviciosa : de style Renaissance du XVIe siècle ;
- le Palacio de Arizabala : de style baroque ;
- dans la Plaza Santiago : se situe la mairie de Pasaia (ancienne mairie de Donibane).

Une mention spéciale pour les ruines des anciennes défenses du port de Pasaia. Depuis Donibane, il peut être continué par une promenade qui touche la sortie du port jusqu'à arriver aux ruines du Fuerte de Santa Isabel qui défendait l'entrée du port. Ce fort a été en fonctionnement depuis 1621 jusqu'à 1867. Sur le flanc du mont Jaizkibel et celui du mont Ulía, on conserve des restes de fortifications et autres éléments de défense.

### Patrimoine religieux
- Église Paroissiale de San Juan Bautista : à Donibane. Les travaux de cette église ont commencé au XVIe siècle et ont fini en 1643 quand il a été ouvert au culte. Il mélange le style baroque et le néoclassique. À l'intérieur le remarquable retable baroque, œuvre de Sebastián Lecuona et les tailles de Felipe Arizmendi.
- le Humilladero de la Piedad : se trouve sur la place de la Piedad, un calvaire bâti au XVIe siècle sur une construction précédente construction. À l'intérieur on garde une image de Nuestra Señora de la Piedad et un lapidaire commémoratif de la participation des pasaitarras dans la Bataille de Roncevaux, Orreaga en basque).
- l'Ermita del Santo Cristo de la Bonanza : à la fin de la Donibane kalea (rue de Saint Jean). C'est un ermitage marin de style baroque construit au XVIIIe siècle.
- l'Iglesia Parroquial de San Pedro : terminée en 1774 et qui a remplacé l'ancienne paroisse, qui occupe le lieu de l'actuel cimetière et dont les restes sont les plus anciens de ce quartier.

## Personnalités
- Mikel Laboa (1934-2008), chanteur, l'un des pères de la nouvelle chanson basque. Né et décédé à San-Sebastian mais figure emblématique de Pasai.
- Mikel Astarloza, cycliste professionnel, est natif de San Pedro (1979).
- Paco Rabanne (1934-2023), le fameux et excentrique tailleur, est né à Trintxerpe (San Pedro). La traînière de son village porte son nom en hommage.
- José Sebastián Laboa Gallego (1923-2002), Monseigneur Laboa, natif de Pasai Donibane, fut un remarquable diplomate du Vatican. Était précisément nonce au Panama lorsque survint l'incident dans lequel le général Noriega chercha l'asile dans la nonciature.
- Isidro Lángara (1912-1992), footballeur natif de Pasaia-Antxo. Fut un grand gardien du football espagnol dans les années 1930. Joua principalement au Real Oviedo.
- C'est aussi là que Victor Hugo a vécu en 1843, lieu dont il s'inspire dans son livre Alpes et Pyrénées où il dira « Ce lieu inédit qui est un des plus beaux que j'ai vus et qu'aucun touriste ne visite, cet humble coin de terre et d'eau qui serait admiré s'il était en Suisse et célèbre s'il était en Italie, et qui est inconnu parce qu'il est en Guipuzcoa, ce petit éden rayonnant où j'arrivais par hasard, et sans savoir où j'étais, s'appelle en espagnol Pasaia et en français le Passage ».
- C'est à Pasaia que La Fayette a embarqué le 26 avril 1777 à bord de La Victoire pour son premier séjour en Amérique.
- Blas de Lezo (1689-1741), le meilleur amiral de la marine espagnole au XVIIIe siècle.

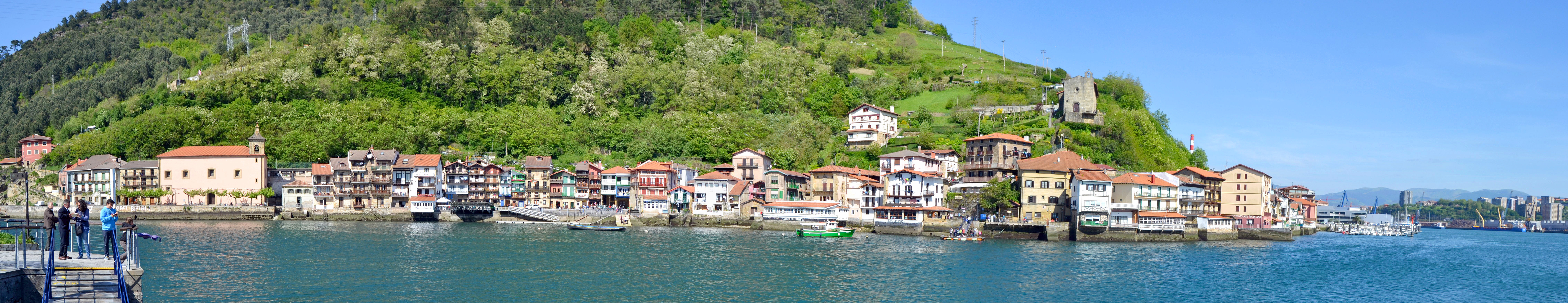
Vue panoramique de Pasai Donibane.

### Sources
- (es) Cet article est partiellement ou en totalité issu de l’article de Wikipédia en espagnol intitulé « Pasajes » (voir la liste des auteurs).